# Пукай, Йозеф
Йо́зеф Пука́й (алб. Jozef Pukaj; род. 13 февраля 2000 года в Риене, Швейцария) — бывший косовско-швейцарский футболист, вратарь.

## Биография
Йозеф является косовским албанцем, родившимся и выросшим в Швейцарии. Карьеру футболиста он начинал в клубе «Амицития» из родного Риена. В 2011 году он вошёл в систему «Базеля». Из неё Йозеф в 2015—2019 годах вызывался в юношеские и молодёжные сборные Швейцарии, в составе которых он отыграл в общей сложности 20 встреч и пропустил 29 мячей. За основной состав «Базеля» Йозеф так и не дебютировал. Последние полгода своего контракта он провёл на правах аренды в «Лозанне Уши», где также ни разу не появился на поле.
Летом 2021 года Йозеф стал игроком «Винтертура». В первом сезоне он был запасным вратарём клуба, сыграв единственный матч Челлендж-лиги против «Виля» в его самой концовке. «Винтертур» выиграл Челлендж-лигу и в сезоне 2022/23 выступал в Суперлиге. Йозеф защищал ворота команды в матче 1-го тура с «Базелем», закончившимся вничью. Он принял участие и в двух следующих встречах швейцарского первенства против «Санкт-Галлена» и «Лугано», после чего снова стал запасным. Йозеф вернулся в состав в 14-м туре, заменив травмированного Тимоти Фаюлу и отыграв 3 матча. Главный тренер сборной Косова Ален Жиресс был впечатлён игрой вратаря и вызвал его на матчи против национальных команд Армении и Фарерских островов. Йозеф провёл свой единственный матч за сборную 19 ноября 2022 года, пропустив 1 мяч от фарерцев в товарищеской игре. Оставшуюся часть сезона вратарь пропустил из-за череды повреждений.
В сезоне 2023/24 Йозеф сыграл только в одной кубковой игре против «Веттсвиля». 12 сентября 2023 года он объявил о завершении своих выступлений по причине повторяющихся травм.

## Статистика выступлений

### Клубная
| Выступление      | Выступление      | Выступление      | Лига | Лига | Кубки | Кубки | Еврокубки | Еврокубки | Прочие | Прочие | Итого | Итого |
| Клуб             | Лига             | Сезон            | Игры | Голы | Игры  | Голы  | Игры      | Голы      | Игры   | Голы   | Игры  | Голы  |
| ---------------- | ---------------- | ---------------- | ---- | ---- | ----- | ----- | --------- | --------- | ------ | ------ | ----- | ----- |
| Базель II        | Промоушен-лига   | 2016/17          | 2    | -3   | 0     | 0     | 0         | 0         | 0      | 0      | 2     | -3    |
| Базель II        | Промоушен-лига   | 2017/18          | 12   | -17  | 0     | 0     | 0         | 0         | 0      | 0      | 12    | -17   |
| Базель II        | Промоушен-лига   | 2018/19          | 13   | -14  | 0     | 0     | 0         | 0         | 0      | 0      | 13    | -14   |
| Базель II        | Промоушен-лига   | 2019/20          | 11   | -14  | 0     | 0     | 0         | 0         | 0      | 0      | 11    | -14   |
| Базель II        | Промоушен-лига   | 2020/21          | 7    | -14  | 0     | 0     | 0         | 0         | 0      | 0      | 7     | -14   |
| Базель II        | Итого            | Итого            | 45   | -62  | 0     | 0     | 0         | 0         | 0      | 0      | 45    | -62   |
| Винтертур        | Челлендж-лига    | 2021/22          | 1    | -1   | 0     | 0     | 0         | 0         | 0      | 0      | 1     | -1    |
| Винтертур        | Суперлига        | 2022/23          | 6    | -11  | 2     | -1    | 0         | 0         | 0      | 0      | 8     | -12   |
| Винтертур        | Суперлига        | 2023/24          | 0    | 0    | 1     | 0     | 0         | 0         | 0      | 0      | 1     | 0     |
| Винтертур        | Итого            | Итого            | 7    | -12  | 3     | -1    | 0         | 0         | 0      | 0      | 10    | -13   |
| Всего за карьеру | Всего за карьеру | Всего за карьеру | 52   | -74  | 3     | -1    | 0         | 0         | 0      | 0      | 55    | -75   |

### Международная
| Матчи и голы Йозефа Пукая за сборную Косова | Матчи и голы Йозефа Пукая за сборную Косова | Матчи и голы Йозефа Пукая за сборную Косова | Матчи и голы Йозефа Пукая за сборную Косова | Матчи и голы Йозефа Пукая за сборную Косова | Матчи и голы Йозефа Пукая за сборную Косова | Матчи и голы Йозефа Пукая за сборную Косова |
| №                                           | Дата                                        | Место проведения                            | Соперник                                    | Счёт                                        | Пропущенные голы                            | Соревнование                                |
| ------------------------------------------- | ------------------------------------------- | ------------------------------------------- | ------------------------------------------- | ------------------------------------------- | ------------------------------------------- | ------------------------------------------- |
| 1                                           | 19 ноября 2022                              | Фадиль Вокри, Приштина                      | Фарерские острова                           | 1:1                                         | 1                                           | Товарищеский матч                           |

Итого: 1 матч и 1 пропущенный гол; 0 побед, 1 ничья, 0 поражений.

## Достижения
«Винтертур»
- Победитель Челлендж-лиги (1): 2021/22